# قصور، پاکستان
قصور (به اردو: قصور) شهری در ایالت پنجاب (پاکستان) کشور پاکستان است که در سرشماری سال ۲۰۰۶ میلادی، ۲۹۷٫۰۸۴ نفر جمعیت داشته است.